# Chegga
Chegga ist eine Siedlung im Nordosten Mauretaniens nahe der Grenze zu den Nachbarstaaten Algerien und Mali in der Region Tiris Zemmour. Der Ort liegt circa 365 m über dem Meeresspiegel.
Die wichtigste Straße in den Westen Mauretaniens verläuft durch malisches Staatsgebiet, wobei eine weitere Straße ins 900 Kilometer westlich gelegene Bir Moghrein im Norden Mauretaniens führt. Die Oase Chegga ist seit Jahrhunderten ein wichtiger Ort für Karawanen. Sie wird außerdem als militärischer Außenposten genutzt.